# Mickey Mantle
Mickey Mantle (20. října 1931, Spavinaw, Oklahoma, USA – 13. srpna 1995), přezdívaný Commerce Comet nebo Mick, byl americký profesionální baseballový hráč, který hrál MLB za tým New York Yankees.
Jeho profesionální kariéra trvala od roku 1951 do roku 1968, profesionálně hrál pouze za Yankess. Je považován za nejlepšího hráče historie, byl zvolen do All Star Teamu MLB století. Za svou kariéru odpálil přes 500 homerunů (celkem 536), přičemž homerun s pořadovým číslem 500 se mu povedl 14. května 1967. Třikrát vyhrál MVP pro nejlepšího hráče MLB a sedmkrát s týmem Yankess vyhrál Světovou sérii. V roce 1961 se stal nejlépe placeným hráčem své doby, když podepsal smlouvu na 100 000 dolarů. V roce 1969 vyvěsili Yankees jeho číslo 7, v roce 1974 byl uveden do Síně slávy MLB. V roce 1995 zemřel na cirhózu jater poté, co měl problémy s alkoholem.